# Фудбалска репрезентација Тахитија
Фудбалска репрезентација Тахитија је фудбалски тим који представља Француску Полинезију на међународним такмичењима и под контролом је Фудбалског савеза Тахитија.
Тахити је учествовао осам пута на ОФК купу нација. Најбољи пласман остварили су 2012. када су освојили прво место победивши у финалу Нову Каледонију.
Нису до сада учествовали на Светском првенству.

## Резултати репрезентације

### Светско првенство
- 1954 до 1990: Није учествовао
- 1994 до 2026: Није се квалификовао

### ОФК Куп нација
| ОФК куп нација | ОФК куп нација       | ОФК куп нација       | ОФК куп нација       | ОФК куп нација       | ОФК куп нација       | ОФК куп нација       | ОФК куп нација       | ОФК куп нација       |
| Година         | Рунда                | Позиција             | У                    | П                    | Н                    | И                    | ГД                   | ГП                   |
| -------------- | -------------------- | -------------------- | -------------------- | -------------------- | -------------------- | -------------------- | -------------------- | -------------------- |
| 1973.          | Финале               | 2. место             | 5                    | 2                    | 2                    | 1                    | 7                    | 4                    |
| 1980.          | Финале               | 2. место             | 4                    | 3                    | 0                    | 1                    | 23                   | 9                    |
| 1996.          | Финале               | 2. место             | 4                    | 4                    | 0                    | 3                    | 3                    | 12                   |
| 1998.          | Полуфинале           | 4. место             | 4                    | 2                    | 0                    | 2                    | 8                    | 10                   |
| 2000.          | Групна фаза          | 5. место             | 2                    | 0                    | 0                    | 2                    | 2                    | 5                    |
| 2002.          | Полуфинале           | 3. место             | 5                    | 3                    | 0                    | 2                    | 8                    | 9                    |
| 2004.          | Групна фаза          | 5. место             | 5                    | 1                    | 1                    | 3                    | 2                    | 24                   |
| 2008.          | Није се квалификовао | Није се квалификовао | Није се квалификовао | Није се квалификовао | Није се квалификовао | Није се квалификовао | Није се квалификовао | Није се квалификовао |
| 2012.          | Финале               | 1. место             | 5                    | 5                    | 0                    | 0                    | 20                   | 5                    |
| 2016.          | Групна фаза          | 5. место             | 3                    | 1                    | 2                    | 0                    | 7                    | 3                    |
| 2024.          | Групна фаза          | 3. место             | 5                    | 2                    | 1                    | 2                    | 5                    | 8                    |
| Укупно         |                      | 10/11                | 42                   | 20                   | 6                    | 16                   | 85                   | 89                   |

### Куп конфедерација
| Куп конфедерација | Куп конфедерација     | Куп конфедерација     | Куп конфедерација     | Куп конфедерација     | Куп конфедерација     | Куп конфедерација     | Куп конфедерација     | Куп конфедерација     |                       |
| Година            | Коло                  | Позиција              | И                     | П                     | Н*                    | ПР                    | ДГ                    | ПГ                    |                       |
| ----------------- | --------------------- | --------------------- | --------------------- | --------------------- | --------------------- | --------------------- | --------------------- | --------------------- | --------------------- |
| 1992.             | Није се квалификовала | Није се квалификовала | Није се квалификовала | Није се квалификовала | Није се квалификовала | Није се квалификовала | Није се квалификовала | Није се квалификовала | Није се квалификовала |
| 1995.             | Није се квалификовала | Није се квалификовала | Није се квалификовала | Није се квалификовала | Није се квалификовала | Није се квалификовала | Није се квалификовала | Није се квалификовала | Није се квалификовала |
| 1997.             | Није се квалификовала | Није се квалификовала | Није се квалификовала | Није се квалификовала | Није се квалификовала | Није се квалификовала | Није се квалификовала | Није се квалификовала | Није се квалификовала |
| 1999.             | Није се квалификовала | Није се квалификовала | Није се квалификовала | Није се квалификовала | Није се квалификовала | Није се квалификовала | Није се квалификовала | Није се квалификовала | Није се квалификовала |
| 2001.             | Није се квалификовала | Није се квалификовала | Није се квалификовала | Није се квалификовала | Није се квалификовала | Није се квалификовала | Није се квалификовала | Није се квалификовала | Није се квалификовала |
| 2003.             | Није се квалификовала | Није се квалификовала | Није се квалификовала | Није се квалификовала | Није се квалификовала | Није се квалификовала | Није се квалификовала | Није се квалификовала | Није се квалификовала |
| 2005.             | Није се квалификовала | Није се квалификовала | Није се квалификовала | Није се квалификовала | Није се квалификовала | Није се квалификовала | Није се квалификовала | Није се квалификовала | Није се квалификовала |
| 2009.             | Није се квалификовала | Није се квалификовала | Није се квалификовала | Није се квалификовала | Није се квалификовала | Није се квалификовала | Није се квалификовала | Није се квалификовала | Није се квалификовала |
| 2013.             | Групна фаза           | 8. место              | 3                     | 0                     | 0                     | 3                     | 1                     | 24                    |                       |
| 2017.             | Није се квалификовала | Није се квалификовала | Није се квалификовала | Није се квалификовала | Није се квалификовала | Није се квалификовала | Није се квалификовала | Није се квалификовала | Није се квалификовала |
| Укупно            | Групна фаза           | 1/10                  | 3                     | 0                     | 0                     | 3                     | 1                     | 24                    |                       |